# João Cláudio Genu
João Cláudio de Carvalho Genu (Belém, 17 de dezembro de 1963) mais conhecido como João Cláudio Genu é ex-tesoureiro do Partido Progressista condenado no escândalo do mensalão e na Operação Lava Jato. Foi preso na Operação Repescagem, 29ª fase da Lava Jato que investiga o maior esquema de corrupção da história, no Brasil. Foi assessor do deputado federal José Janene.
Apesar de ser condenado no mensalão se livrou das penas, uma delas por prescrição e outra por absolvição no STF, no crime de lavagem de dinheiro.
Em 2 de dezembro de 2016, Genu foi condenado na Operação Lava Jato a 8 anos e 8 meses de prisão por crimes de corrupção passiva e associação criminosa. O juiz federal Sergio Moro ainda lembrou o fato de João Cláudio Genu continuar a cometer crimes mesmo enquanto era julgado no STF em outra investigação de corrupção. "Nem o julgamento condenatório pela mais Alta Corte do País representou fator inibidor da reiteração criminosa, embora em outro esquema ilícito. Agiu, portanto, com culpabilidade extremada, o que também deve ser valorado negativamente", afirmou Moro na sentença.
Em 7 de fevereiro de 2017, o ministro relator da Lava Jato no STF, Edson Fachin rejeitou o pedido de liberdade de Genu e votou pela manutenção da prisão. O voto de Fachin foi seguido pelos demais ministros, Celso de Mello, Dias Toffoli, Gilmar Mendes e Ricardo Lewandowski. No entanto, em 25 de abril de 2017, a segunda turma da Corte por maioria dos votos e iniciado por Toffoli, concedeu habeas corpus ao ex-tesoureiro do PP.